# 10201 Korado
10201 Korado este un asteroid din centura principală, descoperit pe 12 iulie 1997.